# Max Power
Max McAuley Power est un footballeur anglais, né le 27 juillet 1993 à Birkenhead. Il évolue au poste de milieu de terrain avec Bradford City.

## Biographie
Max Power commence sa carrière professionnelle avec l'équipe des Tranmere Rovers, son club formateur. Lors de l'été 2015, il est transféré à Wigan Athletic. Avec ce club, il est sacré champion de League One (D3) en 2016, obtenant ainsi une promotion en deuxième division pour la saison 2016-2017.
Le 10 août 2018, il est prêté à Sunderland. Le 2 janvier 2019, il les rejoint de manière permanente.

## Palmarès
- Champion d'Angleterre de D3 en 2016, 2018 et 2022 avec Wigan

- Finaliste de la EFL Trophy en 2019 avec Sunderland
- Vainqueur de la EFL Trophy en 2021 avec Sunderland